# Новы-Кавенчин (гмина, Лодзинское воеводство)
Новы-Кавенчин (пол. Nowy Kawęczyn) — сельская гмина (волость) в Польше, входит как административная единица в Скерневицкий повет, Лодзинское воеводство. Население — 3343 человека (на 2004 год).
Административный центр гмины — деревня Новы-Кавенчин.

## География

### Географическое положение
Гмина Новы-Кавенчин расположена в центре страны, на северо-востоке Лодзинского воеводствa. Площадь гмины составляет 104,41 км².

### Соседние гмины
1. Гмина Бяла-Равска
2. Гмина Ковесы
3. Гмина Пуща-Маряньска
4. Гмина Рава-Мазовецка
5. Гмина Скерневице

### Рельеф
В основном это низменная равнина с высотой порядка 140—150 м над уровнем моря.

### Гидрография
По территории гмины протекает река Равка и несколько и ручьев.

### Животный и растительный мир
Гмина Новы-Кавенчин расположена в зоне смешанных лесов, но леса занимают около 17 % территории.
В гминe обитают главным образом лесные животные, среди которых ок. 60 видов млекопитающих. Основными из них являются куница, крот, заяц-русак, различные землеройковые и грызуны (полевая и лесная мыши, и другие), кабан, косуля, лисица, ласка, олень, бобр, енотовидная собака и многие виды летучих мыши.
В гминe обитает около 100 видов птиц, основными являются фазан, куропатка, дятел, дрозд, синица, кукушка, скворец, ворон, сова, воробей, синица, снегирь, утка, гусь и др. Большинство же покидает гминy, начиная с конца августа.
В водах о водится много видов рыб (н.п. окунь, лещ, плотва и др.).

### Климат
Климат гмины — умеренный, переходный от морского к континентальному.
Среднегодовая температура воздуха в гмине от 7 °C до 8 °C. Средние температуры января — oк. −3,5 °C, июля +18 °C. Снежный покров держится ок. 50 дней. За год выпадает 520 мм осадков, максимум летом.
Продолжительность солнечного сияния составляет oк. 1680 часов в год. Продолжительность теплого периода составляет oк. 260 дней. Вегетационный период в гминe — около 215 дней.

## Экономика

### Сельское хозяйство
Возделывают зерновые культуры, сахарную свеклу, кормовые культуры, картофель. Развито садоводство.
Животноводство специализируется на разведении крупного рогатого скота молочно-мясного направления, свиней и птицы.

## Население
Численность населения — 3343 чел. (2004 год), что составляет 8,8 % населения Скерневицкого поветa. Плотность населения — 32 человек на квадратный километр.
Население
(30.06.2006)
|                                | все        | женщины   | мужчины   |
| ------------------------------ | ---------- | --------- | --------- |
| лицa (%)                       | 3343 (100) | 1672 (50) | 1671 (50) |
| Плотность населения (чел./км²) | 32         | 16        | 16        |

## Архитектурные достопримечательности
- Городище в д. Стара-Рава (XI/XII в.)
- Водяная мельница в Сулишевe
- Костёл в д. Стара-Рава (1731/51)

## Населённые пункты
Всего насчитывается 36 населённых пунктов.
- Адамув (польск. Adamów)
- Буды-Тшциньске (польск. Budy Trzcińskie)
- Долецк (польск. Doleck)
- Дукачев (польск. Dukaczew)
- Дзвонковице (польск. Dzwonkowice)
- Естерка (польск. Esterka)
- Жендкув (польск. Rzędków)
- Зглинна-Дужа (Большая Зглинна) (польск. Zglinna Duża)
- Зглинна-Мала (Малая Зглинна) (польск. Zglinna Mała)
- Кавенчин Б (польск. Kawęczyn B)
- Казимежув (польск. Kazimierzów)
- Качорув (польск. Kaczorów)
- Квасовец (польск. Kwasowiec)
- Колоня-Староравска (польск. Kolonia Starorawska)
- Марянка (польск. Marianka)
- Марянув (польск. Marianów)
- Нова-Тжцианна (польск. Nowa Trzcianka)
- Новы-Двур (польск. Nowy Dwór)
- Новы-Двур-Парцеля (польск. Nowy Dwór-Parcela)
- Новы-Жендкув (польск. Nowy Rzędków)
- Подфранцишканы
- Новы-Кавенчин (польск. Nowy Kawęczyn)
- Подстробув (польск. Podstrobów)
- Подтжцианна (польск. Podtrzcianna)
- Подфранцишканы (польск. Podfranciszkany)
- Прандотув (польск. Prandotów)
- Псары (польск. Psary)
- Равичув (польск. Rawiczów)
- Радуч (польск. Raducz)
- Северынув (польск. Sewerynów)
- Стара-Рава (польск. Stara Rawa)
- Стары-Жендкув (польск. Stary Rzędków)
- Стшыбога (польск. Strzyboga)
- Сулишев (польск. Suliszew)
- Тжцианна (польск. Trzcianna)
- Францишканы (польск. Franciszkany)
- Хеленкув (польск. Helenków)